# Otto Dambach

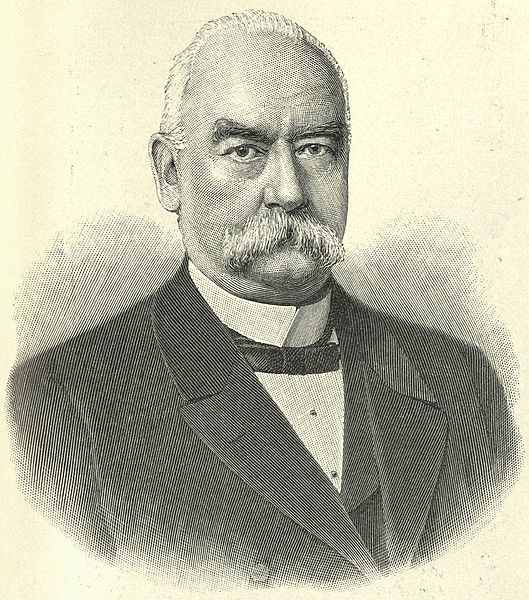
Otto Dambach (Datum unbekannt)

Otto Dambach, vollständiger Name: Rudolf Otto Wilhelm Dambach (* 16. Dezember 1831 in Querfurt; † 18. Mai 1899 in Berlin) war ein deutscher hochrangiger Postbeamter im Reichspostamt, ein Jurist und Professor.

## Leben
Dambach war ein Sohn des in Querfurt und Berlin tätigen Richters und Hausvogts Heinrich Rudolph Adolph Theodor Gustav Dambach (1798–1845) und seiner Ehefrau Ludovica Wilhelmine geb. Nöldechen. Er studierte von 1848 bis 1851 in Berlin Jura. 1853 erlangte er den Titel Doktor der Rechte und wurde Referendar. 1856 wurde er Gerichtsassessor und war dann als Staatsanwalt der Staatsanwaltschaft beim Berliner Stadtgericht tätig. 1862 wurde er Staatsanwalt und nebenamtlich Hilfsjustitiar  im Generalpostamt sowie Justitiar der Oberpostdirektion und der TD Berlin. Am 6. Dezember 1862 wurde er als Oberpostrat übernommen. Er war 1865 Geh. Postrat, 1866 vortr. Rat, 1869 Geh. Oberpostrat, 1884 Wirkl. Geh. Oberpostrat und 1896 Wirkl. Geh. Rat und vortragender Rat im Reichspostamt. In dieser Stellung hat er an allen großen Entwicklungsphasen des deutschen Post- und Telegrafenwesens teilgenommen und am Zustandekommen zahlreicher Gesetze mitgewirkt, nicht nur auf dem Gebiete des Post- und Telegraphenwesens, wie es beispielsweise im Reichspostgesetz vom 28. Oktober 1871 abgefasst war, sondern namentlich auch auf dem Gebiete des Urheberrechts.
1873 wurde er zum außerordentlichen Professor der Rechte an der Universität Berlin ernannt, wo er über Strafrecht, Staatsrecht und Völkerrecht las. Darüber hinaus war er Mitglied der Kommission für die erste juristische Prüfung beim Kammergericht in Berlin.
Von 1891 bis zu seinem Todesjahr 1899 war er Mitglied im Preußischen Herrenhaus.
Otto Dambach starb 1899 im Alter von 67 Jahren in Berlin und wurde auf dem Alten St.-Matthäus-Kirchhof in Schöneberg beigesetzt. Im Zuge der von den Nationalsozialisten 1938/1939 durchgeführten Einebnungen auf diesem Friedhof wurden Dambachs sterbliche Überreste auf den Südwestkirchhof Stahnsdorf bei  Berlin umgebettet.

## Werke
- Beiträge zu der Lehre von der Kriminalverjährung (Berlin 1860)
- Die Gesetzgebung des Norddeutschen Bundes, betreffend das Urheberrecht an Schriftwerken (Berlin 1871)
- Das Telegraphenstrafrecht (Berlin 1872; ins Franz. übers. Bern 1872)
- Das Gesetz über das Postwesen des Deutschen Reichs vom 28. Oktober 1871 erläutert (Berlin 1872, 4. Aufl. 1881)
- Das Musterschutz-Gesetz vom 11. Januar 1876 (Berlin 1876)
- Das Patentgesetz für das Deutsche Reich (Berlin 1877)
- Der deutsch-französische Literarvertrag (Berlin 1883)

- mit Ludwig Eduard Heydemann: Die preußische Nachdrucksgesetzgebung (Berlin 1863) und als Fortsetzung dazu
- mit Ludwig Eduard Heydemann: Gutachten des königlich preußischen literarischem Sachverständigenvereins über Nachdruck und Nachbildung aus den Jahren 1864-73 (Leipzig 1874)

Dambach bearbeitete außerdem in Franz von Holtzendorffs Handbuch des deutschen Strafrechts, Bd. 3–4, die Materie Nachdruck und Nachbildung (Berlin 1874–77).